# Сгоревшие фермы
«Сгоревшие фермы» (фр. Les Granges brûlées) — французский детективный кинофильм 1973 года. В России также транслировался по телевидению под названием «Подозрение».

## Сюжет
Тело молодой женщины и её автомобиль найдены ночью на заснеженной дороге недалеко от горной фермы. Следователь Пьер Ларше предполагает, что кто-то из большой семьи местных фермеров Розы и Пьера может быть причастен к убийству и пропаже большой суммы денег жертвы.

## В ролях
- Ален Делон — следователь Ларше
- Симона Синьоре — Роза
- Пол Кроше — Пьер
- Бернар Ле Кок — Поль
- Christian Barbier — жандарм
- Pierre Rousseau — Луи
- Миу-Миу — Моника
- Жан Буиз — журналист
- Катрин Аллегре — Франсуаза

## Музыка
- Жан-Мишель Жарр — Les Granges Brûlées (1973)